# NGC 4369
NGC 4369 (другие обозначения — UGC 7489, IRAS12221+3939, MCG 7-26-4, ZWG 216.2, MK 439, KUG 1222+396, PGC 40396) — спиральная галактика (Sa) в созвездии Гончие Псы.
Этот объект входит в число перечисленных в оригинальной редакции «Нового общего каталога».
В галактике вспыхнула сверхновая SN 2005kl типа Ic, её пиковая видимая звездная величина составила 14,6.